# NGC 849
NGC 849 je galaksija u zviježđu Kit.

## Vanjske poveznice
- SEDS: NGC 849